# Thyllis aerivaga
Thyllis aerivaga är en tvåvingeart som beskrevs av Seguy 1962. Thyllis aerivaga ingår i släktet Thyllis och familjen kulflugor.
Artens utbredningsområde är Madagaskar. Inga underarter finns listade i Catalogue of Life.